# В поисках Картер
«В поисках Ка́ртер» (англ. Finding Carter) — американский драматический сериал с молодой британской актрисой Кэтрин Прескотт в главной роли. Премьера состоялась 8 июля 2014 года на телеканале MTV. Последние две серии вышли в эфир 16 декабря 2015 года. 29 января 2016 года стало известно, что канал MTV закрыл сериал из-за падения рейтингов.

## История создания
«В поисках Картер» была написана Эмили Сильвер, которая предлагала сценарий телеканалам ABC Family и MTV. Спустя какое-то время, Терри Мински присоединилась к проекту в качестве выпускающего продюсера и пилотная серия была переписана. В сентябре 2013 MTV выставил заказ на пилотную серию. Скотт Спир был назначен режиссёром пилота.
Кастинг стартовал в октябре 2013, сначала Синтия Уотрос была утверждена на роль Элизабет Уилсон, матери Картер и детектива полиции. Вскоре Кэтрин Прескотт, Анна Джакоби-Херон, Нолан Сотильо и Зак Пуллэм присоединились к актёрскому составу. Кэтрин Прескотт досталась роль главной героини, Картер Стивенс, молодой девушки, прожившей 13 лет в близких отношениях с женщиной, которая похитила её в детстве, не подозревая о существовании другой, настоящей семьи; Анне Джакоби-Херон досталась роль Тейлор, сестры-двойняшки Картер, Заку Пуллэму — роль младшего брата Гранта, рождённого практически сразу после исчезновения Картер, а Нолан Сотильо должен был сыграть Гейба — лучшего друга Тэйлор. В начале ноября Алексис Денисоф был утверждён на роль Дэвида Уилсона, отца Картер, писателя, который стал известным, написав книгу об исчезновении собственной дочери. Милена Гович получила роль Лори Стивенс, похитительницы Картер.
В конце января 2014 года был получен заказ на производство 12 серий «В поисках Картер». Съёмки происходили в городе Атланта, штат Джорджия. В апреле было объявлено, что Джесси Хендерсон будет исполнять роль Гейба, вместо Нолана Сотильо.
Премьера сериала состоялась 8 июля 2014 года.
19 августа 2014 года канал MTV продлил сериал ещё на один сезон из 12 серий. 11 января 2015 была объявлена дата премьеры — 31 марта 2015.. 18 мая 2015 появилась официальная информация о продлении второго сезона сериала ещё на 12 серий. Премьера состоится в октябре. Позже было объявлено, что продолжение второго сезона выйдет в эфир 6 октября. Также стало известно, что в новых сериях появится герой, исполнителем роли которого будет Джексон Рэтбоун, известный по киносаге Сумерки.

## Сюжет
Картер Стивенс — шестнадцатилетняя девочка-подросток, которая живёт счастливой жизнью вместе со своей матерью Лори. Однажды, когда Картер с друзьями попадает в полицейский участок за мелкое хулиганство, она узнаёт, что была похищена 13 лет назад, и та женщина, которую она считала своей матерью, является её похитительницей. После этого Картер возвращается в свою биологическую семью, в которой, как оказалось, у неё есть сестра-двойняшка и младший брат. Юной девушке предстоит ужиться со своей настоящей семьёй, но не забывая при этом о Лори.

## В ролях

### Главные роли
- Кэтрин Прескотт — Картер Стивенс, затем Картер Уилсон (при рождении Линден Уилсон), главная героиня, была похищена в возрасте 3 лет и всё это время считала мамой свою похитительницу, через 13 лет её настоящая семья нашла Картер после того, как она попала в полицию. Бывшая девушка Макса, потом влюбилась в Крэша, но они расстались после того, как он был арестован. Была похищена второй раз, в ходе чего узнала, что её похитительница Лори является биологической матерью Картер и Тейлор. Но всё же она вернулась в дом Уилсонов. Долго не могла простить Крэша за то, что он бросил её с раненым Максом. Отвергала его, когда он вернулся, но после того, как он встал на путь исправления, возобновила с ним отношения. Во время суда узнаёт, что у неё есть ещё один брат, Бен. По решению суда признана дочерью Лори, но остаётся под опекой Уилсонов. Всячески старается быть независимой от Элизабет, из-за чего часто с ней конфликтует. Бросает колледж с разрешения родителей и устраивается работать в бар. Заводит отношения со своим начальником, хозяином бара Джаредом. Организует серию подпольных вечеринок. Переезжает жить к Джареду, несмотря на то, что у него есть жена и дочь, но их отношения разрушаются после того, как он оказывается замешан в уголовном деле по продаже наркотиков.
- Синтия Уотрос — Элизабет Уилсон, мать Картер, детектив полиции округа Фэрфакс. Стала копом ради того, чтобы найти похитительницу своей дочери. В течение трёх лет имела роман с Кайлом, коллегой и отцом лучшего друга её дочери. Не могла забеременеть, из-за чего ей пришлось обратиться за помощью к донору яйцеклетки. Впоследствии оказалось, что этим самым донором была Лори. Долгое время испытывала неприязнь по отношению к Лори, но в критический момент смогла её перебороть. Пытается стать для Картер лучшей матерью, чем Лори. Когда Лори лишают опекунства над Беном, принимает решение взять его в свою семью.
- Алексис Денисоф — Дэвид Уилсон, отец Картер, писатель, преподаватель в колледже, стал известным после издания своей книги «Теряя Линден». В отличие от Элизабет более добрый и лояльный по отношению к своим детям. После возвращения Картер в семью втайне от всех пишет вторую книгу «В поисках Картер». За два года до похищения Картер провёл одну ночь с Лори, что скрывал от Элизабет в течение 15 лет. После этой ночи родился Бен, но Дэвид узнал об этом только на суде. Когда правда вскрылась, был на грани развода с женой, но позже они решили не делать этого. Также имел небольшой роман со своей ассистенткой Хилари. Отправился в турне по США и Великобритании со своей второй книгой. После того, как Лори лишают опекунства над Беном, делает всё, чтобы оформить опеку над собственным сыном на свою семью.
- Анна Джекоби-Херон — Тэйлор Уилсон, сестра-двойняшка Картер, девушка Макса. Всю жизнь пыталась стать лучшей дочерью для своих родителей. Хорошо готовит, отличница. После того, как узнала правду про Лори, находилась в депрессии и поиске самой себя, порвала с Максом, попутно подсев на таблетки и пользуясь тем, что нравилась Оуфи, устроив с ним «секс по дружбе». В конце концов снова вернулась к отношениям с Максом.
- Зак Пуллэм — Грант Уилсон, младший брат Картер и Тейлор, друг Макса, про него часто все забывают, саркастичный, сам себя называет «ребёнком на замену». Не по годам взрослый, у него есть девушка, с которой он болтает по видеосвязи, но когда встречает её вживую, не может с ней заговорить. Однако, потом они всё же встречаются и у них завязываются отношения. В то время, когда его родители пытаются сохранить брак, отстраняется от семьи, посещает психотерапевта, чтобы залечить психологические травмы, и даже на некоторое время переезжает жить к своим бабушке и дедушке. Испытывает особую неприязнь к Лори, хотя и старается этого не показывать. Больше всех привязан к Картер.

### Роли второго плана
- Милена Гович — Лори Стивенс, похитила Линден, когда той было 3 года, после этого дала ей имя Картер. Хочет снова забрать Картер к себе, несмотря на то, что её ищет полиция и ФБР. Предпринимает вторую попытку похитить Картер, предварительно накачав ту наркотиками. Затем она пытается похитить и Тэйлор, рассказывая сёстрам правду о том, что она является донором яйцеклетки, а следовательно их биологической матерью. Кроме этого, за два года до похищения Картер, она провела одну ночь с Дэвидом, отцом девочек, который тогда переживал не лучшие времена в отношениях с Элизабет. Была поймана полицией и помещена в тюрьму, манипулировала Картер, подсылая ей людей из её «прошлой жизни». Обманом добилась того, что её поместили в психиатрическую клинику. На суде пытается добиться опекунства над Картер. По решению суда получает опекунство над Беном. Продолжает общаться с Картер, хотя Элизабет поначалу не в восторге от этого, но в итоге им удаётся найти общий язык. Имеет 10 лет медицинского стажа, работала медсестрой. Берёт вину за убийство Джареда на себя, чтобы не постарадал Макс, но он принимает другое решение.
- Алекс Саксон — Макс, бывший парень Картер, потом её лучший друг, подружился с семьёй Картер, особенно с Грантом, стал парнем Тэйлор. Единственный человек, оставшийся из «прошлой жизни» Картер. Был подстрелен Крэшем. После этого восстановился и даже смог простить Крэша, став с ним хорошими друзьями, несмотря на то, что Тэйлор изначально была против этого. Раскрыл преступную деятельность Шея — дяди Крэша, невольно подвергнув опасности самого Крэша. Долгое время жил в доме Уилсонов, затем у Бёрд. После переезжает в собственную квартиру, но всё равно проводит много времени в доме Уилсонов. С детства старается защищать всех, кто находится рядом с ним. Особенно заботится о Тейлор. Когда его отец выходит по УДО, провоцирует его на драку, чтобы защитить мать и отправить отца обратно в тюрьму. Убивает Джареда по неосторожности, желая защитить Картер, Лори хочет взять вину на себя, но Макс признаётся во всём сам.
- Ванесса Морган — Беатрикс «Бёрд» Кастро, подруга Картер, несмотря на то, что поначалу они не очень ладили, художница, любительница вечеринок, девушка из богатой семьи, которая редко видится со своими родителями и боится их. За её родителями охотится ФБР, поэтому ей приходится уничтожить некоторые документы, которые она хранила, а также съехать из дома в своё «убежище». Приютила у себя сначала Макса, а потом и Мэдисон, с которой имела некоторую симпатию. Но им всем пришлось уйти, когда внезапно вернулись родители Бёрд. На первой подпольной вечеринке, которую организует Картер, знакомится с Сетом. Планирует отправиться с ним в Нью-Йорк, но внезапная смерть Сета отменяет планы. Узнаёт, что беременна.
- Джесси Хендерсон — Гейб Медейрос, сын Кайла, любовника Элизабет. Лучший друг Тэйлор, а впоследствии и Картер. При этом испытывает симпатию к обеим. Его мать умерла от рака, когда ему было 9. Имел романтические отношения с Эбби, методистом из колледжа. Они закончились, когда Эбби арестовали за то, что она спала с учеником. После смерти отца ведёт разгульный образ жизни, устраивая безбашенные вечеринки и тратя деньги от страховки. Однако, Тейлор, Макс и другие помогают ему вернуться к нормальной жизни. Имеет чувства к Тейлор, но отступает, так как уважает её отношения с Максом.
- Джесси Каррере — Оуфи, друг Картер, занимается подпольным букмекерством и перепродажей наркотиков. Был влюблён в Тэйлор, но она использовала его только для того, чтобы пережить расставание с Максом. После этого немного отдалился от компании друзей, решив пережить ситуацию в одиночестве. Упоминается, что он находится в реабилитационном центре.
- Калеб Руминер — Кэмерон «Крэш» Мэйсон, мелкий преступник и наркоторговец, живёт в трейлере, потерял младшего брата в результате несчастного случая. Был арестован после того, как выстрелил в Макса. Пытался сбежать, но Картер сама привела к нему полицию. Его дядя Шей помог ему выйти из тюрьмы и взял на работу. Крэш добился того, чтобы Макс простил его, впоследствии добился того же от Картер. После того, как Макс раскрыл преступные дела дяди Шея с наркотиками, Крэшу пришлось спасаться бегством. После он поступил на службу в армию США, возобновил отношения с Картер. Помог полиции поймать своего дядю. Направлен на службу в форт Хантер Лиггетт, Калифорния. Предлагает Картер остаться друзьями. Приезжает, когда узнаёт о проблемах в жизни Картер.
- Эдди Матос — Кайл Медейрос, детектив полиции, коллега и любовник Элизабет, отец Гейба. Погиб при поимке Шея, дяди Крэша.
- Мередит Бакстер — Джоан, бабушка Картер, мать Элизабет. Богата, часто помогает своей дочери деньгами и балует внучек. Переживает по поводу семейных проблем Уилсонов, особенно заботится о Гранте.
- Роберт Пайн — Бадди, дедушка Картер, отец Элизабет. Был первым, кого вспомнила Картер, когда вернулась в семью.
- Стефен Джуарино — Тоби, литературный агент Дэвида.
- Эрин Чемберс — Хилари, ассистентка Дэвида, имела с ним непродолжительный роман.
- Сабина Гадеки — Эбби, методист в колледже, имела роман с Гейбом, за что была арестована по заявлению собственного жениха.
- Майкл Роарк — Шей, дядя Крэша, который помог ему избежать тюрьмы. Преступник, перевозил наркотики под прикрытием автосалона, когда Крэш с помощью Макса узнал об этом, стал угрожать Крэшу. Подстрелил Кайла.
- Молли Кунц — Мэдисон, подруга Картер и Макса, лесбиянка. Поссорилась с родителями, в этот момент встретила Лори, которая подослала её к Картер. В итоге призналась во всём Картер. Проявляла симпатию к Бёрд, с которой жила вместе некоторое время.
- Мэйсон Дай — Дэймон Эллис, друг Гейба. Помог ему справиться со смертью отца, также стал частью компании. Имеет некую симпатию к Бёрд.
- Бен Уинчелл — Бенджамин «Бен» Уоллес, изначально появляется как незнакомец в здании суда, который заводит беседу с Картер. Она уходит, не дав ему договорить. Позже он входит в зал, где проходит заседание, представляясь свидетелем со стороны Лори. Его единственная реплика: «Моя биологическая мать — Лори Стивенс. Мой биологический отец — Дэвид Уилсон»[9]. Младший брат Картер и Тейлор. Также у него есть сестра Оливия, страдающая наркотической зависимостью. Чтобы отправить сестру на лечение, ему приходится заниматься разными нелегальными делами, такими как подделка документов и продажа наркотиков. Попадает под опеку Лори. До этого жил в приёмных семьях и детских домах. Выполняет некоторые поручения для Джареда. Также ему удаётся избежать тюрьмы. Сильно избит Риком, торговцем наркотиками.
- Джексон Рэтбоун — Джаред «Джерри» Питерс, хозяин бара «Magic Hour», ему 25 лет, музыкант, гитарист. Взял на работу Картер, а после завёл с ней отношения. Порвал с ней, когда узнал, что она несовершеннолетняя, но потом возобновил отношения. Скрывал, что у него есть жена Сара и двухлетняя дочь. Чтобы решить проблемы бара, взял деньги в долг у наркоторговца Рика. Из-за этого был вынужден торговать наркотиками на подпольных вечеринках, которые они устраивали вместе с Картер. Продал некачественные наркотики Сету, после чего тот скончался. Был арестован, но вышел под залог. Был убит Максом, когда тот защищал Картер во время ссоры Джареда и Картер.
- Кристофер Холст — Сет Блейзер, талантливый диджей, парень Бёрд. Умер от передозировки некачественных наркотиков, которые ему продал Джаред. Отец ребёнка Бёрд.
- Элизабет Хантер — Рейган, девушка Гранта.
- Мэдисон Маклафлин — Оливия Уоллес, младшая сестра Бена, страдает алкогольной и наркотической зависимостью.
- Роб Майес — Рик Барнс, наркоторговец, которому задолжал Джаред. Избил Бена.

## Список эпизодов
| Сезон | Серии       | Дата премьеры                | Финал сезона                 |
| ----- | ----------- | ---------------------------- | ---------------------------- |
| 1     | 1—12        | 8 июля 2014                  | 16 сентября 2014             |
| 2     | 13—24 25—36 | 31 марта 2015 6 октября 2015 | 16 июня 2015 16 декабря 2015 |